# Orval (Cher)
Orval település Franciaországban, Cher megyében. Lakosainak száma 1637 fő (2022. január 1.). Orval Bouzais, Bruère-Allichamps, Nozières, Orcenais és Saint-Amand-Montrond községekkel határos.

## Népesség
A település népessége az elmúlt években az alábbi módon változott:
| Lakosok száma | 1436 | 2055 | 2024 | 1898 | 1882 | 1838 | 1814 | 1798 | 1745 | 1637 |
|               | 1968 | 1982 | 1990 | 2006 | 2013 | 2015 | 2017 | 2019 | 2020 | 2022 |